# Mare Humboldtianum

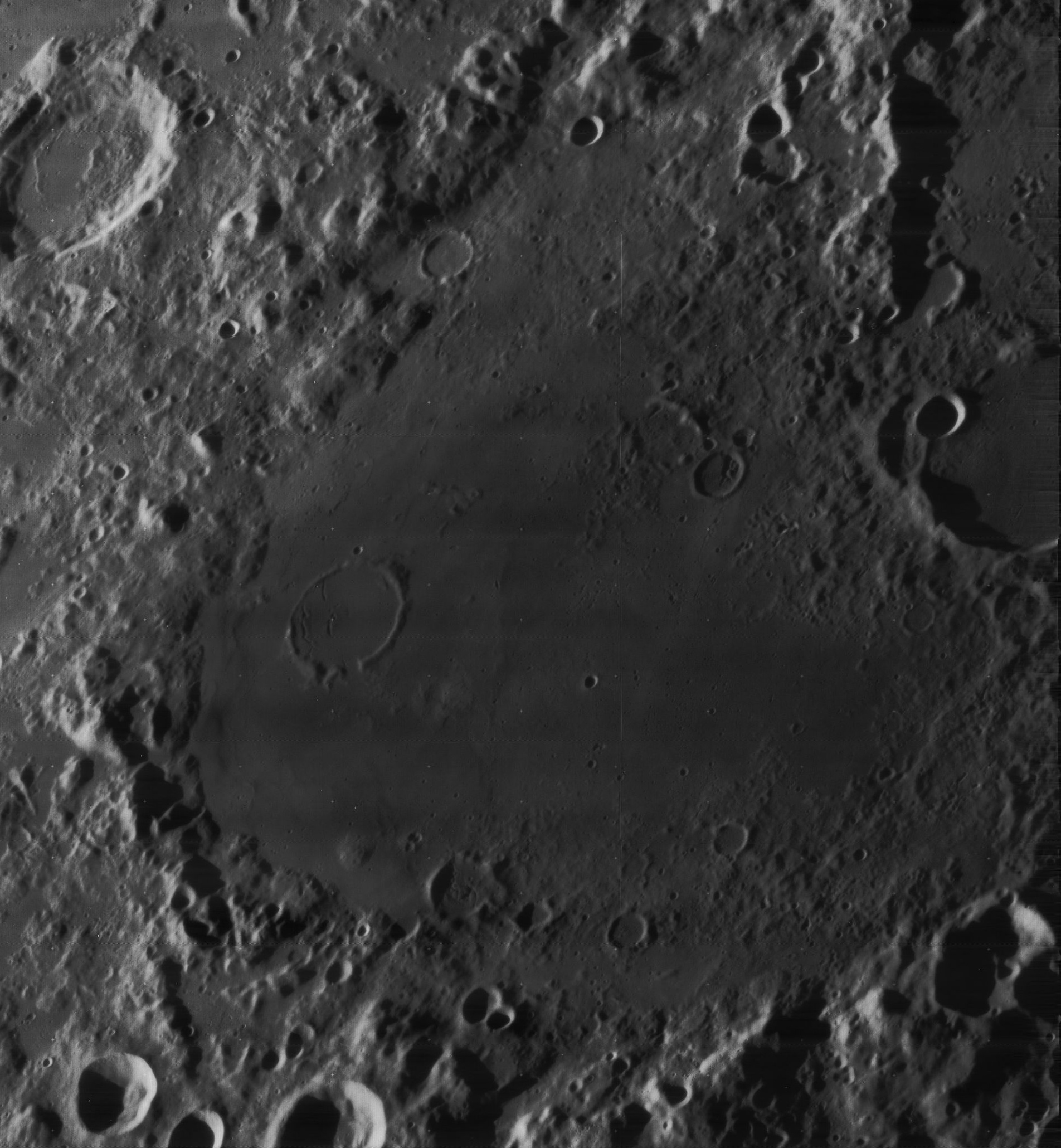
Vista obliqua des del Lunar Orbiter 4

Mare Humboldtianum (llatí de Mar de Humboldt) és una mar lunar, situada a la vora nord-est de la cara visible de la Lluna, que continua cap a la cara oculta. S'hi troba cap a l'est de la Mare Frigoris. A causa de la seva localització, la seva visibilitat és afectada pel moviment de libració. La regió posseeix una irregularitat gravitacional (mascon).
Les coordenades selenogràfiques del centre del mar són 56,8° N, 81,5° E, té un diàmetre de 273 km, i una àrea de 35.475 km², similar a la superfície de Taiwan. Els seus anells exteriors tenen un diàmetre d'uns 650 km. El cràter Bel'kovich es troba en la porció nord-est del mar.
Va ser nomenat en honor de l'explorador alemany Alexander von Humboldt, en reconeixement de les seves exploracions en terres desconegudes.